# Tổng khởi nghĩa Hà Nội
Tổng khởi nghĩa Hà Nội năm 1945 là sự kiện nhân dân Hà Nội dưới sự lãnh đạo của Việt Minh đã giành chính quyền từ tay phát xít Nhật và chính phủ Đế quốc Việt Nam vào ngày 19 tháng 8 năm 1945. Đây là một sự kiện lịch sử quan trọng mở đầu cho Cách mạng tháng Tám và sự ra đời của nhà nước Việt Nam Dân chủ Cộng hoà.

## Bối cảnh lịch sử
Vào những ngày đầu tháng 8 năm 1945, tình hình chính sự Hà Nội ngày càng trở nên nóng bỏng hơn do những biến động của Chiến tranh thế giới thứ hai. Quân đội Nhật liên tiếp chịu hết thất bại này tới thất bại khác trên các mặt trận trước quân đội Đồng Minh. Trong thời điểm đó, lãnh đạo Việt Minh đã chỉ thị tiến hành các cuộc tiếp xúc bí mật với Khâm sai Phan Kế Toại, người đại diện cho triều đình nhà Nguyễn tại miền Bắc, đề nghị ông đứng về phía Việt Minh. Ông Toại đang phân vân trước lời mời tham chính của Việt Minh.

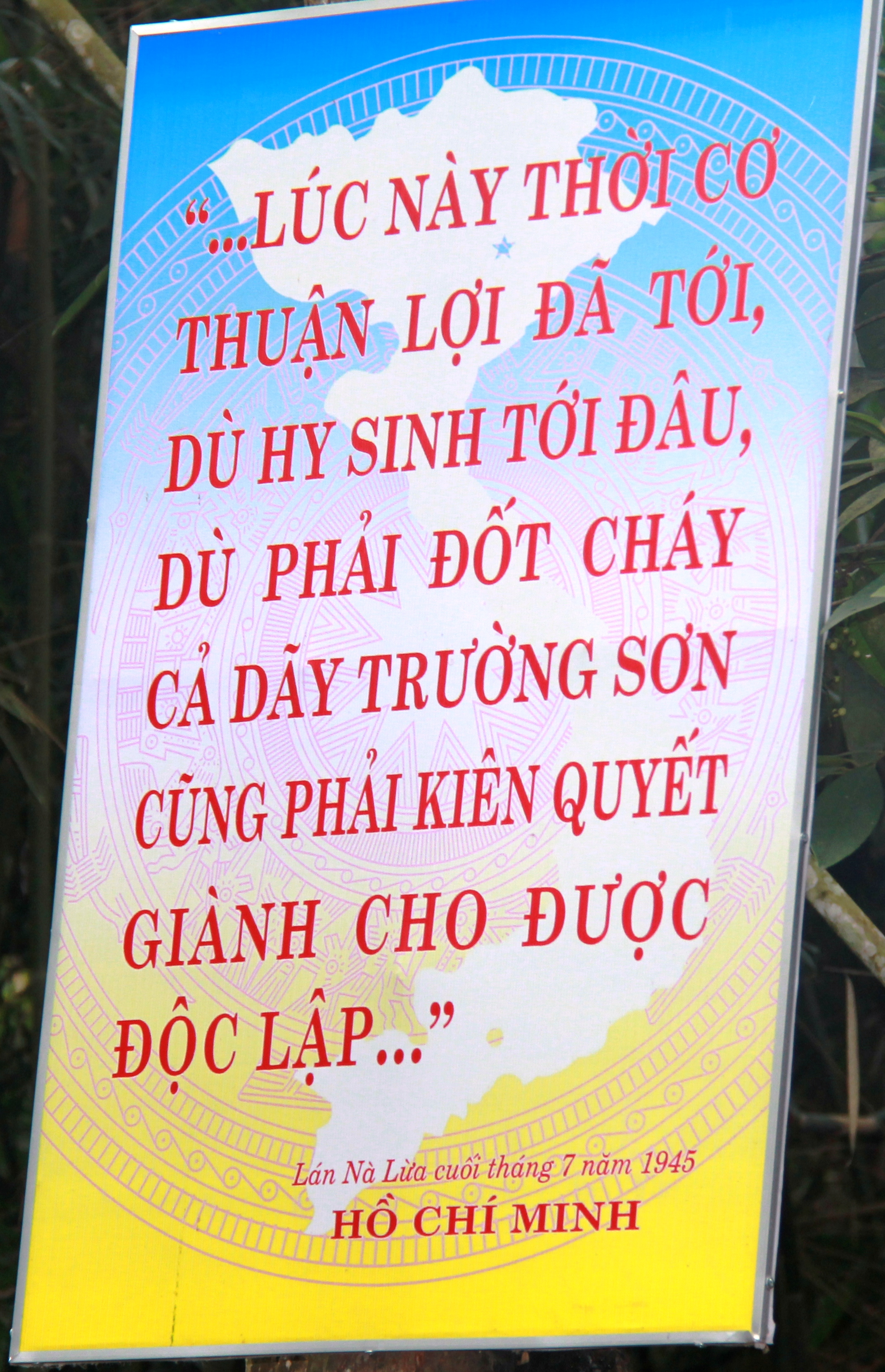
Chỉ thị của Hồ Chí Minh về tổng khởi nghĩa

Chiều 15 tháng 8, khi có tin Nhật chính thức đầu hàng Đồng Minh, hai ông Trần Tử Bình và Nguyễn Khang, hai đại diện của Xứ ủy Bắc Kỳ được giao nhiệm vụ ở lại Hà Nội, đã cấp tốc bàn bạc và đi tới quyết định thành lập Uỷ ban Quân sự Cách mạng Hà Nội (Ủy ban khởi nghĩa) của Mặt trận Việt Minh - do ông Khang làm chủ tịch và bốn ủy viên: Trần Quang Huy, Nguyễn Duy Thân, Lê Trọng Nghĩa và Nguyễn Quyết cùng cố vấn Trần Đình Long - để gấp rút chuẩn bị vũ trang khởi nghĩa giành chính quyền. Ủy ban khởi nghĩa sẽ trực tiếp tổ chức các cuộc mít tinh, tuần hành, biểu dương lực lượng gây hoang mang cho chính phủ Trần Trọng Kim trước khi đi tới việc giành chính quyền. Đồng thời gia tăng vận động để ông Phan Kế Toại nhanh chóng có quyết định từ chức và giao chính quyền cho Việt Minh, qua đó hạn chế những sự cố gây đổ máu cho lực lượng cách mạng. Khâm sai Phan Kế Toại đã gặp Nguyễn Khang, người do Xứ Ủy Bắc Kỳ cử đến. Ông đề nghị Việt Minh tham gia Chính phủ Đế quốc Việt Nam và ngừng các hoạt động chống Nhật nhưng Nguyễn Khang bác bỏ.
Ngay sau đó, chính quyền thân Nhật Đế quốc Việt Nam thành lập Uỷ ban Chính trị để đàm phán với Việt Minh. Ủy ban này đề nghị Việt Minh: "Đằng nào các ông cũng thắng, nhưng để điều đình với Đồng Minh sẽ vào Đông Dương giải giáp quân Nhật, đề nghị vùng nông thôn cách thành phố 15km là thuộc quyền các ông, còn thành phố cần có nhân sĩ, trí thức đứng ra giao dịch với Đồng Minh". Đại biểu Việt Minh đã trả lời dứt khoát: "giao dịch với Đồng Minh lúc này, ngoài Việt Minh không ai có thể có lực lượng và danh nghĩa cả".
Sau cuộc họp cuối cùng của Hội đồng Tư vấn ngày 16/8/1945, Phan Kế Toại được chính quyền Huế chấp nhận từ chức ngày 17/8/1945, Một số các phụ tá của ông cùng với các quan chức cấp cao của chính quyền Đế quốc Việt Nam tại miền Bắc chạy trốn vào kinh đô Huế.

## Chuẩn bị cho khởi nghĩa
Ngày 17 tháng 8, cuộc mít tinh của Tổng hội công chức chính quyền Trần Trọng Kim tại quảng trường Nhà hát Lớn thành phố để ủng hộ chính phủ thu hồi chủ quyền. Hàng vạn người đứng đầy đường Paulbert (nay là phố Tràng Tiền), người đi xem rất đông, trên bao lơn nhà hát lớn, cờ quẻ ly được kéo lên, mọi người hát vang bài Tiếng Gọi Thanh Niên và hoan hô chính phủ Trần Trọng Kim thu hồi độc lập, họ hô to "Việt Nam độc lập muôn năm". Các đội viên đội Tuyên truyền Giải phóng quân cũng trương cờ đỏ sao vàng và hô to "Ủng hộ Việt Minh". Họ tạo ra một sự hỗn loạn cực độ phá vỡ chương trình tổ chức. Ban tổ chức cố gắng lập lại trật tự nhưng không thể nào kiểm soát nổi tình hình. Theo một tín hiệu đã định trước, nhiều đội viên đội Danh dự của Việt Minh (chuyên ám sát các đối thủ chính trị của Việt Minh) nhảy lên khán đài với súng ngắn trong tay dồn các viên chức Đế quốc Việt Nam vào một góc, hạ cờ Đế quốc Việt Nam xuống, trương cờ đỏ sao vàng lên. Các cán bộ tuyên truyền Việt Minh chuyển sang vừa hô khẩu hiệu vừa kêu gọi quần chúng ủng hộ họ nhưng không có kết quả. Quần chúng không muốn tiếp tục cuộc mít tinh, sự náo động bắt đầu xảy ra. Cuối cùng Nguyễn Khang phát biểu kêu gọi nhân dân ủng hộ Việt Minh với lập luận Việt Nam đã giành độc lập từ tay người Nhật chứ không phải từ tay Pháp, nay Nhật đã bị đánh bại và Việt Nam được tự do, đồng thời kết tội Chính phủ Trần Trọng Kim của Đế quốc Việt Nam phục vụ quyền lợi nước ngoài và kêu gọi dân chúng ủng hộ Việt Minh đánh đổ chính quyền tay sai, đấu tranh cho độc lập dân tộc. Cuộc mít tinh sau đó đã biến thành cuộc tuần hành thị uy của quần chúng cách mạng do Việt Minh điều khiển. Nhiều lính bảo an cũng khoát súng đi theo. Sau cuộc biểu tình Việt Minh phân phát cờ đỏ cho dân chúng để đón quân giải phóng sắp ở chiến khu về. Hàng trăm, hàng ngàn người vào Bắc bộ phủ hô đả đảo phát xít, hoan hô giải phóng, hô hào dân chúng đi chiếm các công sở.
Chiều ngày 17 tháng 8, tại làng Vạn Phúc - An toàn khu của Xứ uỷ tại Hà Đông, ông Nguyễn Khang sau khi trực tiếp khảo sát tình hình Hà Nội trở về đã trao đổi với ông Trần Tử Bình và đi tới quyết định: Dựa trên chỉ thị "Nhật, Pháp bắn nhau và hành động của chúng ta" tiến hành cho Hà Nội khởi nghĩa mà không cần chờ tới lệnh của Trung ương. Quyết định quan trọng này được đưa ra chỉ 2 ngày sau khi có tin Nhật đầu hàng Đồng Minh và Pháp còn đang lúng túng trong chính sách cụ thể đối với Việt Nam và Đông Dương.
Việc chớp thời cơ này thật táo bạo vì lúc đó Ủy ban khởi nghĩa chỉ dựa hoàn toàn vào sức mạnh của chính nhân dân thủ đô, với các tổ tự vệ chiến đấu mà chưa có sự hỗ trợ của đội quân giải phóng từ Trung ương và các chiến khu. 
Sáng ngày 18 tháng 8, Uỷ ban khởi nghĩa Hà Nội chuyển trụ sở làm việc về số nhà 101 Gambetta (nay là phố Trần Hưng Đạo). Các uỷ viên tích cực chuẩn bị cho công việc sáng hôm sau.

## Ngày 19 tháng 8 năm 1945: Tổng khởi nghĩa Hà Nội

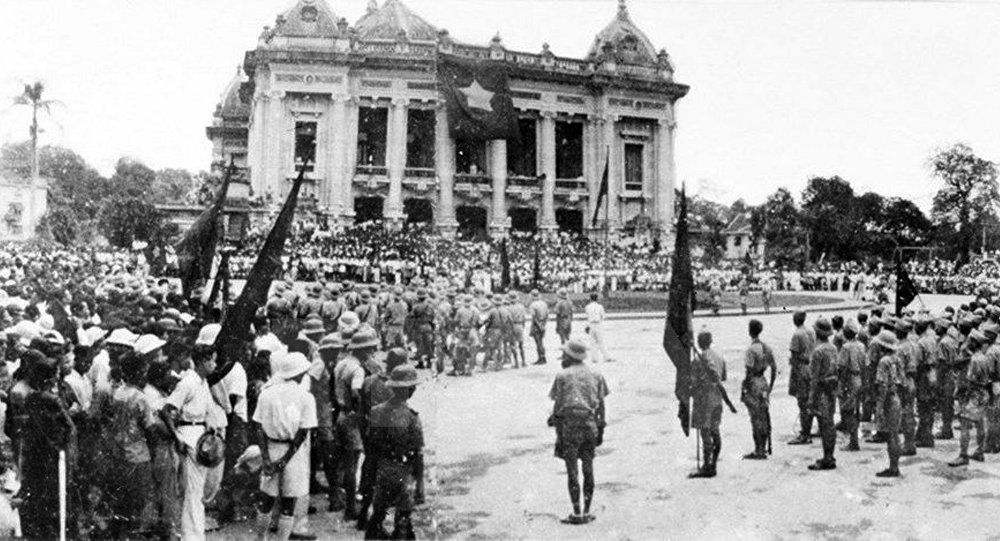
Mít tinh và duyệt binh trước Nhà hát Lớn Hà Nội ngày 30 tháng 8 năm 1945

Tinh mơ sáng ngày 19 tháng 8, hàng chục vạn người dân ở Hà Nội và các tỉnh lân cận theo các ngả đường kéo về quảng trường Nhà hát Lớn Hà Nội. Khoảng 10 giờ rưỡi, cuộc mít tinh lớn chưa từng có của quần chúng cách mạng được sự bảo vệ của Thanh niên tự vệ, của tổ chức Việt Minh Hoàng Diệu Hà Nội đã diễn ra. Đại diện Việt Minh tuyên bố: Tổng khởi nghĩa! Sau đó một cánh tiến thẳng tới Phủ Khâm sai, cơ quan đầu não của chính phủ, và nhanh chóng làm chủ toàn bộ khu vực này. Lính bảo vệ Phủ đã hạ vũ khí mà không có bất kỳ hành động kháng cự nào trước sức mạnh của nhân dân Hà thành. Khâm sai Bắc kỳ Nguyễn Xuân Chữ (người mới đứng ra thay thế ông Phan Kế Toại) bị bắt giữ và đưa về An toàn khu tại Hà Đông. Ông Phan Kế Toại đã nhiều lần trước đó xin từ chức Khâm sai Bắc Bộ vì nhận ra người Nhật chỉ lợi dụng người Việt như một dân thuộc địa chẳng kém gì người Pháp, nhưng không được triều đình nhà Nguyễn chấp thuận. Đến ngày 17 tháng 8, triều đình cho phép ông được từ chức, và trước khi rời nhiệm sở, ông đã dặn dò các quan binh trong phủ: "Tuyệt đối không được nổ súng và phải mở cửa ngay khi quân cách mạng tấn công." 
Cùng thời gian đó, ông Nguyễn Quyết đã chỉ huy nhân dân chiếm Trại Bảo an binh. Nhưng quân đội Nhật đã can thiệp, đưa xe tăng cùng binh lính bao vây quanh trại, đòi tước vũ khí của lực lượng cách mạng. Ông Nguyễn Khang và ông Trần Tử Bình đã quyết định tiến hành đàm phán với quân đội Nhật vì theo phân tích thì quân Nhật đã rất rệu rã, không còn tinh thần chiến đấu cao và muốn bảo toàn lực lượng khi rút về nước. Hơn nữa nếu quân đội Nhật cố ngăn cản thì cũng không được lợi ích gì vì bản thân chính quyền do họ dựng lên quá yếu ớt, không thể đối trọng với sức mạnh của Việt Minh. Đúng như dự đoán, sau khi tiếp nhận đề nghị của Ủy ban Khởi nghĩa, Nhật đã đồng ý rút quân nhưng yêu cầu phải có một cuộc đàm phán chính thức với cấp chỉ huy tối cao của họ.
Chiều tối 19 tháng 8, phái đoàn của đàm phán của Việt Minh do ông Lê Trọng Nghĩa và cố vấn Trần Đình Long dẫn đầu đã trực tiếp gặp gỡ và đàm phán với tướng Tsuchihashi - Tổng tư lệnh kiêm Toàn quyền Nhật - ngay tại Tổng hành dinh quân đội Nhật (nay là 33 Phạm Ngũ Lão). Cuộc đàm phán diễn ra khá gay go nhưng cuối cùng phía Nhật, đúng như đã được dự đoán, đã chấp nhận án binh bất động, không can thiệp vào công việc của Việt Minh; đổi lại binh lính của họ sẽ được bảo đảm an toàn, không bị Việt Minh tấn công. Họ đã chấp nhận chính quyền cách mạng. Kết quả đàm phán với Nhật mang ý nghĩa quyết định cho thắng lợi của cuộc tổng khởi nghĩa Hà Nội bởi phe Việt Minh đã không chỉ tránh được cuộc đối đầu trực tiếp với lực lượng vũ trang của Nhật mà còn loại trừ mọi hy vọng của các lực lượng chính trị khác vào khả năng đảo ngược tình thế tại thủ đô vào thời điểm đó.
Ngay 19 tháng 8, Xứ ủy quyết định thành lập Ủy ban nhân dân Cách mạng Bắc bộ và Ủy ban nhân dân Cách mạng Hà Nội, chính thức hoá vai trò của chính quyền cách mạng với nhân dân và cộng đồng quốc tế.
Ngày 20 tháng 8, khoảng 10 giờ 30 sáng, Ủy ban Nhân dân Cách mạng Bắc Bộ, đại diện cho chính quyền cách mạng Lâm thời, đã chính thức ra mắt quốc dân đồng bào tại Vườn hoa Con Cóc trước Bắc Bộ phủ.
Ngày 21 tháng 8 tại Huế phong trào Việt Minh bùng nổ. Tướng tư lệnh Nhật đã nhận được chỉ thị của Đông Kinh phải giữ ngôi cho Hoàng đế Bảo Đại, đã bàn với Thủ tướng Trần Trọng Kim như sau:
"Mặc dù nước Nhật đã đầu hàng nhưng quân đội Nhật tại đây vẫn có nhiệm vụ giữ gìn an ninh trật tự cho tới khi quân đội Đồng minh đến tiếp thu. Xin ngài hãy làm văn thư yêu cầu để chúng tôi tái lập trật tự." nhưng Thủ tướng đã từ chối sự giúp đỡ của họ.
Đại tướng Nhật cũng vào yết kiến vua Bảo Đại xin tái lập trật tự để bảo vệ ngai vàng nhưng cũng bị từ chối.
Thắng lợi ở Hà Nội lập tức kéo theo một sự rung động và làm tan vỡ hệ thống chính quyền thân Nhật ở toàn vùng. Các tỉnh trưởng, thị trưởng Hải Phòng, Nam Định, Bắc Ninh, Thái Nguyên.... đang ngóng trông tin từ Hà Nội, phải vội vàng chuyển sang tìm gặp và theo Việt Minh ở địa phương. Ngày 23 tháng 8, chính quyền cách mạng ở Hải Phòng được thành lập.